# Licania fusicarpa
Licania fusicarpa là một loài thực vật có hoa trong họ Cám. Loài này được (Kosterm.) Prance mô tả khoa học đầu tiên năm 1987.